# Джерл Майлз Кларк
Джерл Майлз Кларк (англ. Jearl Miles-Clark; нар. 4 вересня 1966) — американська легкоатлетка, що спеціалізується на спринті, дворазова олімпійська чемпіонка та срібна призерка Олімпійських ігор, чотириразова чемпіонка світу.

## Кар'єра
| Рік             | Змагання                     | Місто               | Місце           | Дисципліна            | Примітки        |
| Представник США | Представник США              | Представник США     | Представник США | Представник США       | Представник США |
| --------------- | ---------------------------- | ------------------- | --------------- | --------------------- | --------------- |
| 1989            | Чемпіонат світу в приміщенні | Будапешт, Угорщина  | півфінали       | біг на 400 метрів     | 53.28           |
| 1989            | Універсіада                  | Дуйсбург, Німеччина | 2               | біг на 400 метрів     | 52.41           |
| 1989            | Універсіада                  | Дуйсбург, Німеччина | 1               | естафета 4×400 метрів | 3:26.48         |
| 1991            | Чемпіонат світу в приміщенні | Севілья, Іспанія    | 5               | біг на 400 метрів     | 52.00           |
| 1991            | Чемпіонат світу в приміщенні | Севілья, Іспанія    | 3               | естафета 4×400 метрів | 3:20.00         |
| 1991            | Чемпіонат світу              | Токіо, Японія       | 5               | біг на 400 метрів     | 50.50           |
| 1991            | Чемпіонат світу              | Токіо, Японія       | 2               | естафета 4×400 метрів | 3:20.15         |
| 1992            | Олімпійські ігри             | Барселона, Іспанія  | півфінали       | біг на 400 метрів     | 50.57           |
| 1992            | Олімпійські ігри             | Барселона, Іспанія  | 2               | естафета 4×400 метрів | 3:20.92         |
| 1993            | Чемпіонат світу в приміщенні | Торонто, Канада     | 3               | біг на 400 метрів     | 51.37           |
| 1993            | Чемпіонат світу              | Штутгарт, Німеччина | 1               | біг на 400 метрів     | 49.82           |
| 1993            | Чемпіонат світу              | Штутгарт, Німеччина | 1               | естафета 4×400 метрів | 3:16.71         |
| 1995            | Чемпіонат світу в приміщенні | Барселона, Іспанія  | 5               | біг на 400 метрів     | 52.01           |
| 1995            | Чемпіонат світу              | Гетеборг, Швеція    | 3               | біг на 400 метрів     | 50.00           |
| 1995            | Чемпіонат світу              | Гетеборг, Швеція    | 1               | естафета 4×400 метрів | 3:22.39         |
| 1996            | Олімпійські ігри             | Атланта, США        | 5               | біг на 400 метрів     | 49.55           |
| 1996            | Олімпійські ігри             | Атланта, США        | 1               | естафета 4×400 метрів | 3:20.91         |
| 1997            | Чемпіонат світу в приміщенні | Париж, Франція      | 1               | біг на 400 метрів     | 50.96           |
| 1997            | Чемпіонат світу в приміщенні | Париж, Франція      | 2               | естафета 4×400 метрів | 3:27.66         |
| 1997            | Чемпіонат світу              | Афіни, Греція       | 3               | біг на 400 метрів     | 49.90           |
| 1997            | Чемпіонат світу              | Афіни, Греція       | 2               | естафета 4×400 метрів | 3:21.03         |
| 1999            | Чемпіонат світу в приміщенні | Маебасі, Японія     | 3               | біг на 400 метрів     | 51.45           |
| 1999            | Чемпіонат світу              | Севілья, Іспанія    | 4               | біг на 800 метрів     | 1:57.30         |
| 1999            | Чемпіонат світу              | Севілья, Іспанія    | 2               | естафета 4×400 метрів | 3:22.09         |
| 2000            | Олімпійські ігри             | Сідней, Австралія   | півфінали       | біг на 800 метрів     | 1:59.44         |
| 2000            | Олімпійські ігри             | Сідней, Австралія   | 1               | естафета 4×400 метрів | 3:22.62         |
| 2001            | Чемпіонат світу              | Едмонтон, Канада    | 4               | естафета 4×400 метрів | 3:26.88         |
| 2003            | Чемпіонат світу              | Париж, Франція      | забіги          | біг на 800 метрів     | 2:04.21         |
| 2003            | Чемпіонат світу              | Париж, Франція      | 1               | естафета 4×400 метрів | 3:22.63         |
| 2004            | Олімпійські ігри             | Афіни, Греція       | 6               | біг на 800 метрів     | 1:57.27         |